# Ulaş Tümer
Ulaş Berkim Tümer, né le 30 avril 2002 à Gelibolu, est un archer turc.

## Carrière
En 2017, Tümer fait ses débuts dans l'équipe nationale et rejoint l'équipe A en 2020. Il est médaillé d'argent aux Championnats du monde de  2023 dans l'épreuve d'arc classique par équipes masculines à Berlin.
Il est sélectionné pour représenter la Turquie aux Jeux olympiques d'été de 2024. Dans l'épreuve par équipe masculine, il remporte une médaille de bronze.

## Palmarès

### Jeux olympiques
- Médaille de bronze par équipe masculine aux Jeux olympiques 2024 de Paris.

### Championnats du monde
- Médaille d'argent par équipes aux championnats du monde 2023 de Berlin.